# Усть-Гур
Усть-Гур — село в Амурском районе Хабаровского края. Входит в состав Вознесенского сельского поселения.

## География
Село находится на правом берегу реки Амур (протока Гурская), около устья реки Гур.
По правому берегу в 4 км ниже расположено село Вознесенское.

## Население
| 1992 | 2002 | 2010 | 2011 | 2012 | 2021 |
| ---- | ---- | ---- | ---- | ---- | ---- |
| 95   | ↗132 | ↘122 | ↘121 | ↗122 | ↘97  |

## Улицы
В селе имеется одна улица — Братьев Оненко.